# フランク・ハドー
フランク・ハドー（Frank Hadow, 1855年1月24日 - 1946年6月29日）は、イングランド・ミドルセックス地区レジェンズ・パーク出身の男子テニス選手。1877年から始まったウィンブルドン選手権で、1878年に第2回大会の男子シングルス優勝者となった選手である。歴代のウィンブルドン優勝者の中で最も背が高い選手といわれ、ボールを高く上げるロブショットを武器にした。右利き。フルネームは Patrick Francis Hadow （パトリック・フランシス・ハドー）という。

## 来歴
1878年の第2回ウィンブルドン選手権男子シングルスで、ハドーは1セットも落とさずに決勝へ勝ち上がり、決勝戦では初代優勝者のスペンサー・ゴアを 7-5, 6-1, 9-7 のストレートで破って優勝した。しかし1879年の第3回大会には前年優勝者として出場せず、ウィンブルドン選手権にももはや戻らなかった。その後ハドーはセイロン（現在のスリランカ）でコーヒー農園を経営しながら、ミドルセックス地区でクリケットをプレーすることもあった。
1926年にウィンブルドン選手権の創設50周年式典が催され、ハドーは歴代優勝者の1人として記念メダルを授与された。（初代優勝者のスペンサー・ゴアは1906年に亡くなっていた。）1946年6月29日、フランク・ハドーはイングランド・ブリッジウォーターにて91歳の生涯を閉じた。

## 4大大会優勝
- ウィンブルドン選手権　男子シングルス：1勝（1877年）

| 年     | 大会                 | 対戦相手         | 試合結果      |
| ------ | -------------------- | ---------------- | ------------- |
| 1878年 | ウィンブルドン選手権 | スペンサー・ゴア | 7-5, 6-1, 9-7 |